# Списак епизода серије Ред и закон: Злочиначке намере

Серија Ред и закон: Злочиначке намере је америчка полицијско-процедурална телевизијска серија постављена и снимана у Њујорку. Серија је други огранак дуготрајне крими драме Ред и закон. Серија прати посебан одељење секретаријата унутрашњих послова Њујорк за тешка кривична дела који истражује случајеве убистава високог профила, као што су случајеви у којима су укључене ВВО особе, званичници месне владе и запослени, финансијска индустрија и уметност свет. За разлику од осталих серија у франшизи, серија Ред и закон: Злочиначке намере придаје значајну пажњу поступцима и побудама злочинаца, уместо да се првенствено усредсређује на полицијску истрагу и кривично гоњење. Епизоде обично не садрже суђења и често се завршавају признањима, а не нагодбама или пресудама.
Серија Ред и закон: Злочиначке намере је премијерно приказана на НБЦ-у 30. септембра 2001. Након пада гледаности, серија се преселила на САД Мрежу након завршетка своје шесте сезоне. ЗН су наставиле са седмом сезоном на САД Мрежи 4. октобра 2007. и завршиле се десетом сезоном 26. јуна 2011.
Током десет сезона емитовања на две телевизије, емитовано је 195 оригиналних епизода.

## Преглед
| Сезона | Сезона | Епизода | Премијерно емитовање | Премијерно емитовање |
| Сезона | Сезона | Епизода | Почетак емитовања    | Завршетак емитовања  |
| ------ | ------ | ------- | -------------------- | -------------------- |
|        | 1      | 22      | 30. септембар 2001.  | 10. мај 2002.        |
|        | 2      | 23      | 29. септембар 2002.  | 18. мај 2003.        |
|        | 3      | 21      | 26. октобар 2003.    | 23. мај 2004.        |
|        | 4      | 23      | 24. октобар 2004.    | 25. мај 2005.        |
|        | 5      | 22      | 25. септембар 2005.  | 14. мај 2006.        |
|        | 6      | 22      | 19. септембар 2006.  | 21. мај 2007.        |
|        | 7      | 22      | 4. октобар 2007.     | 24. август 2008.     |
|        | 8      | 16      | 19. април 2009.      | 9. август 2009.      |
|        | 9      | 16      | 30. март 2010.       | 6. јун 2010.         |
|        | 10     | 8       | 1. мај 2011.         | 26. јун 2011.        |

## Епизоде

### 1. сезона (2001–02)
У главну поставу су ушли Винсент Д'Онофрио, Кетрин Ерб, Џејми Шериден и Кoртни Б. Венс.
| Бр. у серији | Бр. у сезони | Наслов                 | Редитељ           | Сценариста                                                                  | Премијерно емитовање | Прод. код | Бр. гледалаца (милиони) |
| ------------ | ------------ | ---------------------- | ----------------- | --------------------------------------------------------------------------- | -------------------- | --------- | ----------------------- |
| 1            | 1            | "Један"                | Џин де Сегонзек   | Синопсис: Рене Балкер Сценарио: Дик Волф                                    | 30. септембар 2001.  | E2101     | 12.80                   |
| 2            | 2            | "Уметност"             | Дејвид Плат       | Елизабет М. Косин                                                           | 7. октобар 2001.     | E2110     | 11.30                   |
| 3            | 3            | "Угушена"              | Мајкл Филдс       | Мерлејн Гомард Мајер                                                        | 14. октобар 2001.    | E2111     | 14.50                   |
| 4            | 4            | "Верница"              | Константин Макрис | Стефани Сенгупта                                                            | 17. октобар 2001.    | E2104     | 19.30                   |
| 5            | 5            | "Џоунс"                | Френк Принзи      | Синопсис: Џефри Најгер Сценарио: Џефри Најгер и Рене Балкер                 | 21. октобар 2001.    | E2114     | 13.10                   |
| 6            | 6            | "Супер човек"          | Џин де Сегонзек   | Мерлејн Гомард Мајер                                                        | 28. октобар 2001.    | E2106     | 12.60                   |
| 7            | 7            | "Отров"                | Глорија Музио     | Стефани Сенгупта                                                            | 11. новембар 2001.   | E2108     | 11.80                   |
| 8            | 8            | "Прича о помиловању"   | Стив Шил          | Тереза Ребек                                                                | 18. новембар 2001.   | E2112     | 12.80                   |
| 9            | 9            | "Добар лекар"          | Константин Макрис | Џефри Најгер                                                                | 25. новембар 2001.   | E2103     | 14.00                   |
| 10           | 10           | "Унутрашњи непријатељ" | Џон Дејвид Колс   | Дејвид Блек                                                                 | 9. децембар 2001.    | E2107     | 10.80                   |
| 11           | 11           | "Трећи коњаник"        | Константин Макрис | Рене Балкер                                                                 | 6. јануар 2002.      | E2115     | 12.30                   |
| 12           | 12           | "Лудост"               | Стив Шил          | Рене Балкер                                                                 | 13. јануар 2002.     | E2102     | 13.30                   |
| 13           | 13           | "Доушник"              | Јан Егелсон       | Елизабет М. Косин                                                           | 27. јануар 2002.     | E2105     | 13.00                   |
| 14           | 14           | "Човек човеку вук"     | Дејвид Плат       | Рене Балкер                                                                 | 3. март 2002.        | E2113     | 11.60                   |
| 15           | 15           | "Полу-стручно"         | Глорија Музио     | Синопсис: Стефани Сенгупта Сценарио: Стефани Сенгупта и Рене Балкер         | 10. март 2002.       | E2118     | 8.60                    |
| 16           | 16           | "Утвара"               | Хуан Џ. Кампанела | Синопсис: Мерлејн Гомард Мајер Сценарио: Мерлејн Гомард Мајер и Рене Балкер | 17. март 2002.       | E2116     | 11.90                   |
| 17           | 17           | "Напад"                | Мајкл Филдс       | Синопсис: Хал Пауел Сценарио: Хал Пауел и Рене Балкер                       | 31. март 2002.       | E2119     | 11.70                   |
| 18           | 18           | "Јуче"                 | Џин де Сегонзек   | Синопсис: Тереза Ребек Сценарио: Тереза Ребек и Рене Балкер                 | 14. април 2002.      | E2117     | 10.30                   |
| 19           | 19           | "Мушкост"              | Френк Принзи      | Синопсис: Стефани Сенгупта Сценарио: Стефани Сенгупта и Рене Балкер         | 21. април 2002.      | E2122     | 11.50                   |
| 20           | 20           | "Значка"               | Константин Макрис | Синопсис: Мерлејн Гомард Мајер Сценарио: Мерлејн Гомард Мајер и Рене Балкер | 28. април 2002.      | E2124     | 13.40                   |
| 21           | 21           | "Вера"                 | Ед Шерин          | Синопсис Тереза Ребек Сценарио: Тереза Ребек и Рене Балкер                  | 28. април 2002.      | E2121     | 15.30                   |
| 22           | 22           | "Одела"                | Стив Шил          | Рене Балкер                                                                 | 10. мај 2002.        | E2127     | 15.20                   |

### 2. сезона (2002–03)
| Бр. у серији | Бр. у сезони | Наслов             | Редитељ                          | Сценариста                                                                  | Премијерно емитовање | Прод. код | Бр. гледалаца (милиони) |
| ------------ | ------------ | ------------------ | -------------------------------- | --------------------------------------------------------------------------- | -------------------- | --------- | ----------------------- |
| 23           | 1            | "Мртви"            | Дарнел Мартин                    | Синопсис: Стефани Сенгупта Сценарио: Рене Балсер и Стефани Сенгупта         | 29. септембар 2002.  | E3202     | 15.80                   |
| 24           | 2            | "Бистар момак"     | Френк Принзи                     | Синопсис: Мерлејн Гомард Мајер Сценарио: Рене Балсер и Мерлејн Гомард Мајер | 6. октобар 2002.     | E3205     | 14.80                   |
| 25           | 3            | "Противтеза"       | Адам Бернштајн                   | Синопсис: Ерик Оверјамер Сценарио: Рене Балсер, Ерик Овермајер и Дик Волф   | 13. октобар 2002.    | E3203     | 14.60                   |
| 26           | 4            | "Најбоља одрбана"  | Глорија Музио                    | Синопсис: Елизабет М. Косин Сценарио: Рене Балсер и Елизабет М. Косин       | 20. октобар 2002.    | E3201     | 14.70                   |
| 27           | 5            | "Брадат"           | Дејвид Плат                      | Синопсис: Б. Мејсон Сценарио: Рене Балсер и Б. Мејсон                       | 27. октобар 2002.    | E3206     | 14.10                   |
| 28           | 6            | "Опак"             | Френк Принзи и Хуан Џ. Кампанела | Синопсис: Мајкл С. Чернучин Сценарио: Рене Балсер и Мајкл С. Чернучин       | 3. новембар 2002.    | E3208     | 15.00                   |
| 29           | 7            | "Сутра"            | Дон Скардино                     | Синопсис: Стефани Сенгупта Сценарио: Рене Балсер и Стефани Сенгупта         | 10. новембар 2002.   | E3207     | 15.90                   |
| 30           | 8            | "Ходочасник"       | Дарнел Мартин                    | Синопсис: Мерлејн Гомард Мајер Сценарио: Рене Балсер и Мерлејн Гомард Мајер | 17. новембар 2002.   | E3210     | 16.20                   |
| 31           | 9            | "Срамота"          | Стив Шил                         | Рене Балсер                                                                 | 1. децембар 2002.    | E3216     | 13.70                   |
| 32           | 10           | "Значење"          | Алекс Закрзуски                  | Синопсис: Џери Конвеј Сценарио: Рене Балсер и Џери Конвеј                   | 5. јануар 2003.      | E3213     | 15.00                   |
| 33           | 11           | "Пртљаг"           | Константин Макрис                | Синопсис: Тереза Ребек Сценарио: Тереза Ребек и Рене Балсер                 | 12. јануар 2003.     | E3209     | 16.20                   |
| 34           | 12           | "Соба туге"        | Џин де Сегонзек                  | Синопсис: Ворен Лајт Сценарио: Рене Балсер и Ворен Лајт                     | 2. фебруар 2003.     | E3212     | 15.30                   |
| 35           | 13           | "Видите ме"        | Стив Шил                         | Синопсис: Џим Стерлинг Сценарио: Рене Балcер и Џим Стерлинг                 | 9. фебруар 2003.     | E3211     | 15.90                   |
| 36           | 14           | "Вероватноћа"      | Френк Принзи                     | Синопсис: Џери Конвеј Сценарио: Џери Конвеј и Рене Балсер                   | 16. фебруар 2003.    | E3218     | 14.80                   |
| 37           | 15           | "Чудовиште"        | Џојс Копра                       | Синопсис: Мерлејн Гомард Мајер Сценарио: Рене Балсер и Мерлејн Гомард Мајер | 2. март 2003.        | E3214     | 10.80                   |
| 38           | 16           | "Слободна Куба"    | Дарнел Мартин                    | Синопсис: Ворен Лајт Сценарио: Рене Балсер и Ворен Лајт                     | 9. март 2003.        | E3215     | 9.70                    |
| 39           | 17           | "Леш суочава"      | Константин Макрис                | Синопсис: Стефани Сенгупта Сценарио: Рене Балсер и Стефани Сенгупта         | 30. март 2003.       | E3217     | 9.60                    |
| 40           | 18           | "Легија"           | Стив Шил и Френк Принзи          | Синопсис: Тереза Ребек Сценарио: Тереза Ребек и Рене Балсер                 | 6. април 2003.       | E3219     | 15.60                   |
| 41           | 19           | "Вишња црвена"     | Френк Принзи                     | Синопсис: Џим Стерлинг Сценарио: Рене Балсер и Џим Стерлинг                 | 27. април 2003.      | E3221     | 13.40                   |
| 24           | 20           | "Трептај"          | Дон Скардино                     | Синопсис: Џери Конвеј Сценарио: Рене Балсер и Џери Конвеј                   | 4. мај 2003.         | E3222     | 14.30                   |
| 43           | 21           | "Странац"          | Дарнел Мартин                    | Синопсис: Џо Генон Сценарио: Рене Балсер и Џо Генон                         | 11. мај 2003.        | E3224     | 13.00                   |
| 44           | 22           | "Ветерина"         | Дон Скардино                     | Синопсис: Ворен Лајт Сценарио: Рене Балсер и Ворен Лајт                     | 18. мај 2003.        | E3225     | 14.50                   |
| 45           | 23           | "Особа од значаја" | Френк Принзи                     | Синопсис: Рене Балкер Сценарио: Рене Балсер и Ворен Лајт                    | 18. мај 2003.        | E3220     | 16.20                   |

### 3. сезона (2003–04)
| Бр. у серији | Бр. у сезони | Наслов                 | Редитељ                        | Сценариста                                                            | Премијерно емитовање | Прод. код | Бр. гледалаца (милиони) |
| ------------ | ------------ | ---------------------- | ------------------------------ | --------------------------------------------------------------------- | -------------------- | --------- | ----------------------- |
| 46           | 1            | "Неустрашива храброст" | Стив Шил                       | Синопсис: Стефани Сенгупта Сценарио: Стефани Сенгупта и Рене Балсер   | 28. септембар 2003.  | E4502     | 15.80                   |
| 47           | 2            | "Близанци"             | Френк Принзи                   | Синопсис: Џим Стерлинг Сценарио: Џим Стерлинг и Рене Балсер           | 5. октобар 2003.     | E4503     | 14.30                   |
| 48           | 3            | "Поклон"               | Алекс Закрзуски                | Синопсис: Мерлејн Мајер Сценарио: Мерлејн Мајер и Рене Балсер         | 12. октобар 2003.    | E4501     | 14.40                   |
| 49           | 4            | "Али није заборављено" | Константин Макрис              | Синопсис: Џери Конвеј Сценарио: Џери Конвеј и Рене Балсер             | 19. октобар 2003.    | E4504     | 14.90                   |
| 50           | 5            | "Правда"               | Алекс Закрзуски                | Синопсис: Ворен Лајт Сценарио: Ворен Лајт и Рене Балсер               | 26. октобар 2003.    | E4509     | 15.20                   |
| 51           | 6            | "Луталица"             | Френк Принзи                   | Синопсис: Елизабет Бенџамин Сценарио: Елизабет Бенџамин и Рене Балсер | 2. новембар 2003.    | E4511     | 13.50                   |
| 52           | 7            | "Убица међу нама"      | Стив Шил                       | Синопсис: Дајана Сан Сценарио: Дајана Сан и Рене Балсер               | 9. новембар 2003.    | E4512     | 13.20                   |
| 53           | 8            | "Звук крви"            | Џин де Сегонзек и Френк Принзи | Рене Балсер                                                           | 16. новембар 2003.   | E4513     | 12.50                   |
| 54           | 9            | "Срећна породица"      | Френк Принзи                   | Синопсис: Мерлејн Мајер Сценарио: Мерлејн Мајер и Рене Балсер         | 23. новембар 2003.   | E4508     | 14.20                   |
| 55           | 10           | "КПС"                  | Дарнел Мартин                  | Синопсис: Џери Конвеј Сценарио: Џери Конвеј и Рене Балсер             | 4. јануар 2004.      | E4506     | 13.20                   |
| 56           | 11           | "Лудило"               | Кристофер Свортаут             | Синопсис: Џим Стерлинг Сценарио: Џим Стерлинг и Рене Балсер           | 11. јануар 2004.     | E4514     | 16.10                   |
| 57           | 12           | "Живчаница"            | Џин де Сегонзек                | Синопсис: Стефани Сенгупта Сценарио: Стефани Сенгупта и Рене Балсер   | 18. јануар 2004.     | E4507     | 12.00                   |
| 58           | 13           | "Плес за двоје"        | Френк Принзи                   | Синопсис: Ворен Лајт Сценарио: Ворен Лајт и Рене Балсер               | 15. фебруар 2004.    | E4516     | 13.30                   |
| 59           | 14           | "Погрешно означено"    | Џојс Копра                     | Синопсис: Елизабет Бенџамин Сценарио: Елизабет Бенџамин и Рене Балсер | 22. фебруар 2004.    | E4515     | 12.40                   |
| 60           | 15           | "Скупљено-умотано"     | Џин де Сегонзек                | Синопсис: Дајана Сан Сценарио: Дајана Сан и Рене Балсер               | 7. март 2004.        | E4510     | 15.00                   |
| 61           | 16           | "Светац"               | Френк Принзи                   | Синопсис: Мерлејн Мајер Сценарио: Мерлејн Мајер и Рене Балсер         | 14. март 2004.       | E4517     | 14.60                   |
| 62           | 17           | "Савест"               | Алекс Чепл                     | Синопсис: Џери Конвеј Сценарио: Џери Конвеј и Рене Балсер             | 28. март 2004.       | E4519     | 14.40                   |
| 63           | 18           | "Злоба"                | Стив Шил                       | Синопсис: Џим Стерлинг Сценарио: Џим Стерлинг и Рене Балсер           | 18. април 2004.      | E4520     | 14.30                   |
| 64           | 19           | "Песницом у главу"     | Алекс Закрзуски                | Синопсис: Стефани Сенгупта Сценарио: Стефани Сенгупта и Рене Балсер   | 9. мај 2004.         | E4518     | 11.60                   |
| 65           | 20           | "Чавка"                | Френк Принзи                   | Синопсис: Ворен Лајт Сценарио: Рене Балсер и Ворен Лајт               | 16. мај 2004.        | E4522     | 13.70                   |
| 66           | 21           | "Потрошено"            | Стив Шил                       | Синопсис: Ворен Лајт Сценарио: Ворен Лајт и Рене Балсер               | 23. мај 2004.        | E4524     | 13.00                   |

### 4. сезона (2004–05)
| Бр. у серији | Бр. у сезони | Наслов               | Редитељ            | Сценариста                                                            | Премијерно емитовање | Прод. код | Бр. гледалаца (милиони) |
| ------------ | ------------ | -------------------- | ------------------ | --------------------------------------------------------------------- | -------------------- | --------- | ----------------------- |
| 67           | 1            | "Полу-одвојено"      | Френк Принзи       | Синопсис: Џери Конвеј Сценарио: Џери Конвеј и Рене Балсер             | 26. септембар 2004.  | E5404     | 12.67                   |
| 68           | 2            | "Посмртна збирка"    | Џин де Сегонзек    | Синопсис: Мерлејн Мајер Сценарио: Марлејн Мајер и Рене Балсер         | 3. октобар 2004.     | E5425     | 11.00                   |
| 69           | 3            | "Жеља"               | Френк Принзи       | Синопсис: Елизабет Бенџамин Сценарио: Елизабет Бенџамин и Рене Балсер | 10. октобар 2004.    | E5407     | 12.81                   |
| 70           | 4            | "Велика заштита"     | Френк Принзи       | Синопсис: Дајана Сан Сценарио: Дајана Сан и Рене Балсер               | 17. октобар 2004.    | E5402     | 11.92                   |
| 71           | 5            | "За длаку"           | Алекс Закрзуски    | Синопсис: Стефани Сенгупта Сценарио: Рене Балсер                      | 24. октобар 2004.    | E5401     | 12.40                   |
| 72           | 6            | "У мраку"            | Алекс Чепл         | Синопсис: Џим Стерлинг Сценарио: Џим Стерлинг и Рене Балсер           | 31. октобар 2004.    | E5403     | 11.51                   |
| 73           | 7            | "Величање"           | Френк Принзи       | Синопсис: Дајана Сан Сценарио: Дајана Сан и Рене Балсер               | 7. новембар 2004.    | E5414     | 11.53                   |
| 74           | 8            | "Сребрна облога"     | Кевин Даулинг      | Синопсис: Мерлејн Мајер Сценарио: Мерлејн Мајер и Рене Балсер         | 14. новембар 2004.   | E5409     | 15.16                   |
| 75           | 9            | "Трпни патуљак"      | Алекс Чепл         | Синопсис: Ворен Лајт Сценарио: Ворен Лајт и Рене Балсер               | 21. новембар 2004.   | E5408     | 13.47                   |
| 76           | 10           | "Поглед одозго"      | Алекс Чепл         | Синопсис: Џим Стерлинг Сценарио: Џим Стерлинг и Рене Балсер           | 2. јануар 2005.      | E5410     | 14.85                   |
| 77           | 11           | "Нестао"             | Кристофер Свортаут | Синопсис: Стефани Сенгупта Сценарио: Стефани Сенгупта и Рене Балсер   | 9. јануар 2005.      | E5406     | 13.23                   |
| 78           | 12           | "Заједница"          | Френк Принзи       | Синопсис: Џери Конвеј Сценарио: Џери Конвеј и Рене Балсер             | 30. јануар 2005.     | E5411     | 14.26                   |
| 79           | 13           | "Положај секирације" | Френк Принзи       | Синопсис: Чарли Рубин Сценарио: Чарли Рубин, Ворен Лајт и Рене Балсер | 13. фебруар 2005.    | E5416     | 13.53                   |
| 80           | 14           | "Сексуални клуб"     | Алекс Чепл         | Синопсис: Елизабет Бенџамин Сценарио: Елизабет Бенџамин и Рене Балсер | 20. фебруар 2005.    | E5415     | 9.04                    |
| 81           | 15           | "Казна смрти"        | Рик Валас          | Синопсис: Ворен Лајт Сценарио: Ворен Лајт и Рене Балсер               | 13. март 2005.       | E5405     | 15.72                   |
| 82           | 16           | "Узбуђење"           | Бил Л. Нортон      | Синопсис: Дајана Сан Сценарио: Дајана Сан и Рене Балсер               | 20. март 2005.       | E5419     | 12.35                   |
| 83           | 17           | "Лозинка"            | Дарнел Мартин      | Синопсис: Стефани Сенгупта Сценарио: Стефани Сенгупта и Рене Балсер   | 27. март 2005.       | E5418     | 10.70                   |
| 84           | 18           | "Добро дете"         | Џин де Сегонзек    | Синопсис: Мерлејн Мајер Сценарио: Мерлејн Мајер и Рене Балсер         | 3. април 2005.       | E5421     | 12.98                   |
| 85           | 19           | "Звер"               | Френк Принзи       | Синопсис: Ђина Ђонфридо Сценарио: Ђина Ђонфридо и Рене Балсер         | 10. април 2005.      | E5420     | 10.94                   |
| 86           | 20           | "Без излаза"         | Џин де Сегонзек    | Синопсис: Џери Конвеј Сценарио: Џери Конвеј и Ворен Лајт              | 1. мај 2005.         | E5423     | 11.60                   |
| 87           | 21           | "Неуморно око"       | Френк Принзи       | Синопсис: Џим Стерлинг Сценарио: Џим Стерлинг и Рене Балсер           | 18. мај 2005.        | E5424     | 11.54                   |
| 88           | 22           | "Моје добро име"     | Алекс Закрзуски    | Синопсис: Ворен Лајт Сценарио: Ворен Лајт и Рене Балсер               | 15. мај 2005.        | E5422     | 10.32                   |
| 89           | 23           | "Лажне судије"       | Џин де Сегонзек    | Синопсис: Дајана Сан Сценарио: Дајана Сан и Рене Балсер               | 25. мај 2005.        | E5426     | 14.98                   |

### 5. сезона (2005–06)
- Крис Нот (детектив Мајк Логан) и Анабела Скјора (детективка Керолин Барек) придружили су се главној постави и мењали су се у епизодана са Винсентом Д'Онофриом и Кетрин Ерб због неких здравствених проблема које је Д'Онофрио имао претходне сезоне.
- Д'Онофрио, Ербова, Нот и Скјора су заједно радили у дводелној епизоди „Нестале у ситне сате“ у којој су сво четворо били са Џејмијем Шериденом (капетан Џејмс Дикинс) и Кортнијем Б. Венсон (Рон Карвер) у уводној шпици.
- Скјора, Шериден и Венс су напустили серију на крају сезоне. Није дато никакво објашњење за Скјорин и Венсов одлазак.

| Бр. у серији | Бр. у сезони | Наслов                         | Редитељ            | Сценариста                                                                  | Премијерно емитовање | Прод. код | Бр. гледалаца (милиони) |
| ------------ | ------------ | ------------------------------ | ------------------ | --------------------------------------------------------------------------- | -------------------- | --------- | ----------------------- |
| 90           | 1            | "Раст"                         | Френк Прин         | Синопсис: Мерлејн Гомард Мајер Сценарио: Мерлејн Гомард Мајер и Рене Балсер | 25. септембар 2005.  | 05001     | 10.72                   |
| 91           | 2            | "Дијамантски пси"              | Ноберто Барба      | Синопсис: Чарли Рубин Сценарио: Чарли Рубин, Ворен Лајт и Рене Балсер       | 2. октобар 2005.     | 05002     | 12.35                   |
| 92           | 3            | "Затвореник"                   | Рик Валас          | Синопсис: Ђина Ђонфридо Сценарио: Ђина Ђонфридо и Рене Балсер               | 9. октобар 2005.     | 05003     | 12.89                   |
| 93           | 4            | "Пуштен с' ланца"              | Алекс Закрзуски    | Синопсис: Стефани Сенгупта Сценарио: Стефани Сенгупта и Рене Балсер         | 16. октобар 2005.    | 05004     | 11.53                   |
| 94           | 5            | "Чинови кајања"                | Френк Принзи       | Синопсис: Ворен Лајт Сценарио: Ворен Лајт и Рене Балсер                     | 23. октобар 2005.    | 05005     | 10.45                   |
| 95           | 6            | "У ноћи с' мало сати (1. део)" | Џин де Сегонзек    | Синопсис: Стефани Сенгупта Сценарио: Стефани Сенгупта и Рене Балсер         | 6. новембар 2005.    | 05006     | 14.28                   |
| 96           | 7            | "У ноћи с' мало сати (2. део)" | Џин де Сегонзек    | Синопсис: Стефани Сенгупта Сценарио: Стефани Сенгупта и Рене Балсер         | 6. новембар 2005.    | 05007     | 14.28                   |
| 97           | 8            | "Сачувано лице"                | Рик Валас          | Синопсис: Џери Конвеј Сценарио: Џери Конвеј и Рене Балсер                   | 27. новембар 2005.   | 05008     | 10.95                   |
| 98           | 9            | "На смрт испрепадан"           | Марисол Торес      | Синопсис: Дајана Сан Сценарио: Дајана Сан и Рене Балсер                     | 4. децембар 2005.    | 05009     | 11.85                   |
| 99           | 10           | "Кућица за лутке"              | Френк Принзи       | Синопсис: Ђина Ђонфридо Сценарио: Ђина Ђонфридо и Рене Балсер               | 8. јануар 2006.      | 05010     | 10.80                   |
| 100          | 11           | "Гмизавац"                     | Бил Л. Нортон      | Синопсис: Мерлејн Гомард Мајер Сценарио: Марлејн Гомард Мајер и Рене Балсер | 15. јануар 2006.     | 05011     | 10.82                   |
| 101          | 12           | "Гледај"                       | Алекс Чепл         | Синопсис: Чарли Рубин Сценарио: Чарли Рубин и Рене Балсер                   | 22. јануар 2006.     | 05012     | 10.52                   |
| 102          | 13           | "Поносно месо"                 | Френк Принзи       | Синопсис: Ворен Лајт Сценарио: Ворен Лајт и Рене Балсер                     | 12. март 2006.       | 05013     | 12.27                   |
| 103          | 14           | "Агент"                        | Кристофер Свортаут | Синопсис: Дајана Сан Сценарио: Дајана Сан и Рене Балсер                     | 19. март 2006.       | 05014     | 11.38                   |
| 104          | 15           | "Погрешан живот"               | Дарнел Мартин      | Синопсис: Џери Конвеј Сценарио: Џери Конвеј и Рене Балсер                   | 26. март 2006.       | 05015     | 9.22                    |
| 105          | 16           | "Разиграна драма"              | Џон Дејвид Колс    | Синопсис: Стефани Сенгупта Сценарио: Стефани Сенгупта и Рене Балсер         | 9. април 2006.       | 05016     | 10.00                   |
| 106          | 17           | "Празнина"                     | Џин де Сегонзек    | Синопсис: Ђина Ђонфридо Сценарио: Ђина Ђонфридо и Рене Балсер               | 16. април 2006.      | 05017     | 11.91                   |
| 107          | 18           | "Исцелитељ"                    | Френк Принзи       | Синопсис: Мерлејн Гомард Мајер Сценарио: Мерлејн Гомард Мајер и Рене Балсер | 23. април 2006.      | 05018     | 11.13                   |
| 108          | 19           | "Од сад крстерење"             | Марисол торес      | Синопсис: Ворен Лајт Сценарио: Ворен Лајт и Рене Балсер                     | 30. април 2006.      | 05019     | 9.69                    |
| 109          | 20           | "За Бона"                      | Џин де Сегонзек    | Синопсис: Чарли Рубин Сценарио: Чарли Рубин, Ворен Лајт и Рене Балсер       | 7. мај 2006.         | 05022     | 10.35                   |
| 110          | 21           | "Пожар"                        | Френк Принзи       | Синопсис: Дајана Сан Сценарио: Дајана Сан и Рене Балсер                     | 14. мај 2006.        | 05021     | 11.92                   |
| 111          | 22           | "Добро"                        | Кристофер Свортаут | Синопсис: Џери Конвеј Сценарио: Џери Конвеј и Рене Балсер                   | 14. мај 2006.        | 05020     | 11.92                   |

### 6. сезона (2006–07)
- Џулијана Николсон (детективка Меган Вилер) и Ерик Богосијан (капетан Данијел Рос) придружили се глумачкој постави на почетку сезоне.
- Џулијан Николсон је привремено напустила главну поставу на крају сезоне.

| Бр. у серији | Бр. у сезони | Наслов               | Редитељ                             | Сценариста                                                                                | Премијерно емитовање | Прод. код | Бр. гледалаца (милиони) |
| ------------ | ------------ | -------------------- | ----------------------------------- | ----------------------------------------------------------------------------------------- | -------------------- | --------- | ----------------------- |
| 112          | 1            | "Слепа тачка"        | Ноберто Барба                       | Синопсис: Чарли Рубин Сценарио: Чарли Рубин и Ворен Лајт                                  | 19. септембар 2006.  | 06001     | 11.57                   |
| 113          | 2            | "Права љубав"        | Ноберто Барба                       | Синопсис: Дајана Сан Сценарио: Дајана Сан и Ворен Лајт                                    | 26. септембар 2006.  | 06004     | 10.61                   |
| 114          | 3            | "Звук сирене"        | Френк Принзи                        | Синопсис: Џули Мартин Сценарио: Џули Мартин и Ворен Лајт                                  | 3. октобар 2006.     | 06005     | 12.18                   |
| 115          | 4            | "Малтешки крст"      | Џим Мекеј                           | Жаклин Рејнголд                                                                           | 10. октобар 2006.    | 06006     | 11.47                   |
| 116          | 5            | "Лоши момци"         | Френк Принзи                        | Синопсис: Стефани Сенгупта Сценарио: Џули Мартин, Стефани Сенгупта и Ворен Лајт           | 17. октобар 2006.    | 06003     | 10.99                   |
| 117          | 6            | "Лакрдија"           | Кристин Мур                         | Синопсис: Ђина Ђонфридо Сценарио: Ђина Ђонфридо и Ворен Лајт                              | 31. октобар 2006.    | 06007     | 8.47                    |
| 118          | 7            | "Државна граница"    | Бил Л. Нортон                       | Синопсис: Ђина Ђонфридо Сценарио: Ђина Ђонфридо и Ворен Лајт                              | 7. новембар 2006.    | 06002     | 7.39                    |
| 119          | 8            | "Рат у кући"         | Дарнел Мартин                       | Синопсис: Дајана Сан Сценарио: Џули Мартин, Дајана Сан и Ворен Лајт                       | 14. новембар 2006.   | 06009     | 9.14                    |
| 120          | 9            | "Разбијачи"          | Константин Макрис                   | Синопсис: Чарли Рубин Сценарио: Чарли Рубин и Ворен Лајт                                  | 21. новембар 2006.   | 06008     | 9.26                    |
| 121          | 10           | "Жалосна Врба"       | Том ДиСило                          | Синопсис: Стефани Сенгупта Сценарио: Стефани Сенгупта и Ворен Лајт                        | 28. новембар 2006.   | 06010     | 9.76                    |
| 122          | 11           | "Светски вашар"      | Стив Шил                            | Синопсис: Жаклин Рејнгод Сценарио: Џули Мартин, Жаклин Рејнголд и Ворен Лајт              | 2. јануар 2007.      | 06012     | 13.38                   |
| 123          | 12           | "Повластица"         | Џен де Сегонзек                     | Ворен Лајт, Џули Мартин и Сајбан Бајерн О’Конор                                           | 9. јануар 2007.      | 06013     | 11.78                   |
| 124          | 13           | "Албатрос"           | Френк Принзи                        | Синопсис: Марша Хорман Сценарио: Марша Хорман и Ворен Лајт                                | 6. фебруар 2007.     | 06011     | 8.81                    |
| 125          | 14           | "Репер"              | Џим Мекеј                           | Синопсис: Чарлс Кипс Сценарио: Чарлс Кипс и Ворен Лајт                                    | 13. фебруар 2007.    | 06014     | 8.50                    |
| 126          | 15           | "Братовљев старатељ" | Кен Гироти                          | Синопсис: Марша Хорман Сценарио: Марша Хорман и Ворен Лајт                                | 20. фебруар 2007.    | 06015     | 9.39                    |
| 127          | 16           | "Тридесет"           | Андреј Белгрејдер и Џин де Сегонзек | Синопсис: Чарли Рубин Сценарио: Чарли Рубин и Ворен Лајт                                  | 27. фебруар 2007.    | 06016     | 9.26                    |
| 128          | 17           | "Играчи"             | Том ДиСило                          | Синопсис: Питер Блонер Сценарио: Питер Блонер и Ворен Лајт                                | 27. март 2007.       | 06018     | 8.85                    |
| 129          | 18           | "Пригушивач"         | Дин Вајт                            | Синопсис: Меригрејс О’Шеј Сценарио: Меригрејс О’Шеј и Ворен Лајт                          | 3. април 2007.       | 06017     | 7.14                    |
| 130          | 19           | "Космонауткиња"      | Мајкл Смит                          | Синопсис: Сајбан Бајерн О’Конор Сценарио: Џули Мартин, Сајбан Бајерн О’Конор и Ворен Лајт | 1. мај 2007.         | 06019     | 7.36                    |
| 131          | 20           | "Направа"            | Дарнел Мартин                       | Синопсис: Брант Енгелштајн Сценарио: Џули Мартин и Ворен Лајт                             | 8. мај 2007.         | 06020     | 6.94                    |
| 132          | 21           | "Крај игре"          | Џин де Сегонзек                     | Синопсис: Кејт Рорик, Џули Мартин и Ворен Лајт Сценарио: Кејт Рорик и Ворен Лајт          | 14. мај 2007.        | 06021     | 7.20                    |
| 133          | 22           | "Обнова"             | Ноберто Барба                       | Синопсис: Жаклин Рејнголд Сценарио: Жаклин Рејнголд и Ворен Лајт                          | 21. мај 2007.        | 06022     | 8.85                    |

### 7. сезона (2007–08)
- Алиша Вит је мењала Џулијан Николсон у првих пет парних епизода ове сезоне, након чега се Џулијан Николсон вратила у главну поставу.
- Крис Нот је напустио серију након епизоде "Последњи обреди".

| Бр. у серији | Бр. у сезони | Наслов                                                                         | Редитељ           | Сценариста                                                                                 | Премијерно емитовање | Прод. код | Бр. гледалаца (милиони) |
| ------------ | ------------ | ------------------------------------------------------------------------------ | ----------------- | ------------------------------------------------------------------------------------------ | -------------------- | --------- | ----------------------- |
| 134          | 1            | "Помирење"                                                                     | Хесус С. Тревињо  | Синопсис: Сајбан Бајерн О’Конор Сценарио: Ворен Лајт и Сајбан Бајерн О’Конор               | 4. октобар 2007.     | 07003     | 3.75                    |
| 135          | 2            | "Семе"                                                                         | Џин де Сегонзек   | Синопсис: Питер Блонер Сценарио: Ворен Лајт и Питер блонер                                 | 11. октобар 2007.    | 07004     | 3.41                    |
| 136          | 3            | "Осмех"                                                                        | Мајкл Смит        | Синопсис: Чарли Рубин Сценарио: Ворен Лајт и Чарли Рубин                                   | 18. октобар 2007.    | 07005     | 3.61                    |
| 137          | 4            | "Вољена"                                                                       | Константин Макрис | Синопсис: Жаклин Рејнголд Сценарио: Ворен Лајт, Џули Мартин и Жаклин Рејнголд              | 25. октобар 2007.    | 07006     | 3.28                    |
| 138          | 5            | "Дубина"                                                                       | Ноберто Барба     | Синопсис: Дајана Сан Сценарио: Ворен Лајт, Џули Мартин и Дајан Сан                         | 1. новембар 2007.    | 07001     | 3.58                    |
| 139          | 6            | "Судија"                                                                       | Џин де Сегонзек   | Ворен Лајт и Џули Мартин                                                                   | 8. новембар 2007.    | 07002     | 3.28                    |
| 140          | 7            | "Самоуправљање"                                                                | Кен Гироти        | Синопсис: Џером Херстон Сценарио: Ворен Лајт и Џером Херстон                               | 15. новембар 2007.   | 07007     | 8.20                    |
| 141          | 8            | "Напад"                                                                        | Том ДиСило        | Синопсис: Кејт Рорик Сценарио: Џули Мартин и Кејт Рорик                                    | 29. новембар 2007.   | 07008     | 3.85                    |
| 142          | 9            | "Несметано"                                                                    | Кен Гироти        | Ворен Лајт, Чарли Рубин и Дајана Сан                                                       | 6. децембар 2007.    | 07009     | 4.57                    |
| 143          | 10           | "Бесмислено"                                                                   | Џин де Сегонзек   | Синопсис: Џули Мартин и Сајбан Бајерн О’Конор Сценарио: Ворен Лајт и Сајбан Бајерн О’Конор | 13. децембар 2007.   | 07010     | 4.33                    |
| 144          | 11           | "Чистилиште"                                                                   | Хесус С. Тревињо  | Синопсис: Сајбан Бајерн О’Конор Сценарио: Ворен Лајт и Сајбан Бајерн О’Конор               | 8. јун 2008.         | 07011     | 4.52                    |
| 145          | 12           | "Наручено убиство"                                                             | Џонатан Херон     | Синопсис: Питер Блонер Сценарио: Ворен Лајт и Питер Блонер                                 | 15. јун 2008.        | 07012     | 3.35                    |
| 146          | 13           | "Издаја"                                                                       | Мајкл Смит        | Синопсис: Дајана Сан и Меригрејс О’Шеј Сценарио: Ворен Лајт и Чарли Рубин                  | 22. јун 2008.        | 07013     | 4.69                    |
| 147          | 14           | "Атентатор"                                                                    | Ноберто Барба     | Синопсис: Џули Мартин и Ерик Овермајер Сценарио: Ворен Лајт и Џули Мартин                  | 29. јун 2008.        | 07014     | 4.04                    |
| 148          | 15           | "Молим вас, поручите да више не примам препоручена писма од Хенрија Кисинџера" | Кевин Бреј        | Синопсис: Меригрејс О’Шеј Сценарио: Ворен Лајт и Меригрејс О’Шеј                           | 6. јул 2008.         | 07015     | 4.88                    |
| 149          | 16           | "На окупу"                                                                     | Џин де Сегонзек   | Синопсис: Жаклин Рејнголд Сценарио: Ворен Лајт и Жаклин Рејнголд                           | 13. јул 2008.        | 07016     | 4.89                    |
| 150          | 17           | "Чин нестајања"                                                                | Питер Вернер      | Синопсис: Џером Херстон Сценарио: Ворен Лајт и Џером Херстон                               | 20. јул 2008.        | 07017     | 4.83                    |
| 151          | 18           | "До десет"                                                                     | Алекс Чепл        | Синопсис: Џули Мартин Сценарио: Ворен Лајт и Џули Мартин                                   | 27. јул 2008.        | 07018     | 4.32                    |
| 152          | 19           | "Наследство"                                                                   | Бети Каплак       | Синопсис: Алан Кингсберг и Кејт Рорик Сценарио: Ворен Лајт и Алан Кингсберг                | 3. август 2008.      | 07019     | 4.92                    |
| 153          | 20           | "Комшијска смена"                                                              | Кевин Бреј        | Синопсис: Ерик Овермајер Сценарио: Ворен Лајт и Ерик Овермајер                             | 10. август 2003.     | 07020     | 4.16                    |
| 154          | 21           | "Последњи обреди"                                                              | Том ДиСило        | Синопсис: Сајбон Бајерн О’Конор и Меригрејс О’Шеј Сценарио: Ворен Лајт и Питер Блонер      | 17. август 2008.     | 07021     | 4.64                    |
| 155          | 22           | "Обреди"                                                                       | Ноберто Барба     | Синопсис: Џули Мартин и Кејт Рорик Сценарио: Ворен Лајт                                    | 24. август 2008.     | 07022     | 5.20                    |

### 8. сезона (2009)
- Џеф Голдблум се придружио главној постави у епизоди "Рок звезда".
- Џулијан Николсон је напустила серију након епиизоде "Одред".
- Кетрин Ерб је мењала Џулијан Николсон у епизоди "Револуција".

| Бр. у серији | Бр. у сезони | Наслов                  | Редитељ         | Сценариста                                                                   | Премијерно емитовање | Прод. код | Бр. гледалаца (милиони) |
| ------------ | ------------ | ----------------------- | --------------- | ---------------------------------------------------------------------------- | -------------------- | --------- | ----------------------- |
| 156          | 1            | "Игра мртвих"           | Мајкл Смит      | Антоанет Стела                                                               | 19. април 2009.      | 08009     | 4.57                    |
| 157          | 2            | "Рок звезда"            | Бил Д'Ила       | Ед Зукерман                                                                  | 26. април 2009.      | 08008     | 4.10                    |
| 158          | 3            | "Преломност лика"       | Мајкл Смит      | Памела Вешлер                                                                | 3. мај 2009.         | 08005     | 3.14                    |
| 159          | 4            | "У болници"             | Џин де Сегонзек | Тимоти Џ. Ли                                                                 | 10. мај 2009.        | 08010     | 3.14                    |
| 160          | 5            | "Верност"               | Џин де Сегонзек | Антоанет Стела                                                               | 17. мај 2009.        | 08001     | 3.70                    |
| 161          | 6            | "Асторијанка Хелен"     | Ноберто Барба   | Тимоти Џ. Ли                                                                 | 31. мај 2009.        | 08004     | 3.97                    |
| 162          | 7            | "Лудило за двоје"       | Дејвид Менсон   | Мајкл С. Чернучин                                                            | 7. јун 2009.         | 08003     | 4.01                    |
| 163          | 8            | "Слава која је била..." | Ноберто Барба   | Роберт Нејтан                                                                | 14. јун 2009.        | 08002     | 4.14                    |
| 164          | 9            | "Породичне врадности"   | Џин де Сегонзек | Синопсис: Валон Грин Сценарио: Валон Грин и Антоанет Стела                   | 21. јун 2009.        | 08015     | 3.44                    |
| 165          | 10           | "Салаш на Менхетну"     | Стив Шил        | Ендру Липсиц                                                                 | 28. јун 2009.        | 08006     | 4.70                    |
| 166          | 11           | "Женскарош"             | Кен Гироти      | Мајкл С. Чернучин                                                            | 28. јун 2009.        | 08011     | 4.60                    |
| 167          | 12           | "Страст"                | Џонатан Херон   | Мајкл С. Чернучин                                                            | 12. јул 2009.        | 08012     | 3.47                    |
| 168          | 13           | "Улажем све"            | Дејвид Менсон   | Синопсис: Памела Вешлер, Антоанет Стела и Валон Грин Сценарио: Памела Вешлер | 19. јул 2009.        | 08013     | 4.14                    |
| 169          | 14           | "Одред"                 | Крис Зала       | Ендру Липсиц                                                                 | 26. јул 2009.        | 08014     | 4.63                    |
| 170          | 15           | "Алфа мужјак"           | Ноберто Барба   | Валон Грин                                                                   | 2. август 2009.      | 08007     | 4.23                    |
| 171          | 16           | "Устанак"               | Џон Дејвид Колс | Мајкл С. Чернучин                                                            | 9. август 2009.      | 08016     | 4.83                    |

### 9. сезона (2010)
- Ерик Богосијан је напустио серију на почетку сезоне.
- Винсент Д'Онофрио и Кетрин Ерб су напустили главну поставу након епизоде "Оданост (2. део)".
- Шефрон Бароуз је унапређена у главну поставу у епизоди "Броуд ченл". Мери Елизабет Мастрантонио се придружила главној постави у истој епизоди.
- Џеф Голдблум, Шефрон Бароус и Мери Елизабет Мастрантонио су напустили серију на крају сезоне.

| Бр. у серији | Бр. у сезони | Наслов                       | Редитељ         | Сценариста                 | Премијерно емитовање | Прод. код | Бр. гледалаца (милиони) |
| ------------ | ------------ | ---------------------------- | --------------- | -------------------------- | -------------------- | --------- | ----------------------- |
| 172          | 1            | "Оданост (1. део)"           | Џин де Сегонзек | Валон Грин                 | 30. март 2010.       | 09001     | 3.56                    |
| 173          | 2            | "Оданост (2. део)"           | Џин де Сегонзек | Барбара Хил                | 6. април 2010.       | 09002     | 3.47                    |
| 174          | 3            | "Броуд ченл"                 | Омар Мада       | Марк Малон                 | 13. април 2010.      | 09003     | 3.21                    |
| 175          | 4            | "Осетљива"                   | Том ДиСило      | Никола Мирант-Метјус       | 20. април 2010.      | 09006     | 3.53                    |
| 176          | 5            | "Богови и инсекти"           | Џонатна Херон   | Тед Саливан                | 27. април 2010.      | 09007     | 2.82                    |
| 177          | 6            | "Ејбел и могућности"         | Кевин Бреј      | Мајкл Анђели               | 4. мај 2010.         | 09008     | 2.82                    |
| 178          | 7            | "Љубавни јади"               | Џим Хејмен      | Никол Мирант-Метјус        | 11. мај 2010.        | 08011     | 3.02                    |
| 179          | 8            | "Љубав на леду"              | Кен Гироти      | Дејвид Клас и Џејмс Севдит | 18. мај 2010.        | 09009     | 2.55                    |
| 180          | 9            | "Трговина"                   | Крис Зала       | Антоанет Стела             | 25. мај 2010.        | 09012     | 2.86                    |
| 181          | 10           | "Ученик"                     | Кристин Мур     | Bалон Грин и Мајкл Анђели  | 1. јун 2010.         | 09010     | 3.08                    |
| 182          | 11           | "Изгубљена дечја крв"        | Џон Дејвид Колс | Кристин Бејли              | 8. јун 2010.         | 09004     | 2.97                    |
| 183          | 12           | "Право наслеђе"              | Јон Моцкин      | Антоанет Стела             | 15. јун 2010.        | 09013     | 3.50                    |
| 184          | 13           | "Мафијаш ће вас сад примити" | Џин де Сегонзек | Мајкл Анђели               | 22. јун 2010.        | 09015     | 4.40                    |
| 185          | 14           | "Древна књига"               | Дарнел Мартин   | Марк Малон                 | 29. јун 2010.        | 09014     | 2.79                    |
| 186          | 15           | "Нељудско друштво"           | Мајкл Смит      | Куртни Паркер и Џефри Торн | 6. јул 2010.         | 09005     | 2.99                    |
| 187          | 16           | "Три у једном"               | Артур В. Форни  | Валон Грин и Дејвид Клас   | 6. јул 2010.         | 09016     | 2.99                    |

### 10. сезона (2011)
- Винсент Д'Онофрио и Кетрин Ерби су се вратили у главну поставу на почетку сезоне.

| Бр. у серији | Бр. у сезони | Наслов                               | Редитељ         | Сценариста                                                                  | Премијерно емитовање | Прод. код | Бр. гледалаца (милиони) |
| ------------ | ------------ | ------------------------------------ | --------------- | --------------------------------------------------------------------------- | -------------------- | --------- | ----------------------- |
| 188          | 1            | "Поштовање"                          | Џин де Сегонзек | Рик Ид                                                                      | 1. мај 2011.         | 10004     | 5.10                    |
| 189          | 2            | "Утеха"                              | Мајкл Смит      | Крис Бранкато                                                               | 8. мај 2011.         | 10001     | 3.68                    |
| 190          | 3            | "Обоје на земљу"                     | Џин де Сегонзек | Синопсис: Мерлејн Гомард Мајер Сценарио: Мерлејн Гомард Мајер и Пол Екштајн | 15. мај 2011.        | 10002     | 3.83                    |
| 191          | 4            | "Последња улица на Менхетну"         | Џин де Сегонзек | Рик Ид                                                                      | 22. мај 2011.        | 10006     | 3.33                    |
| 192          | 5            | "Пехар вина"                         | Мајкл Смит      | Ворен Лајт                                                                  | 5. јун 2011.         | 10003     | 3.91                    |
| 193          | 6            | "Леш"                                | Френк Принзи    | Џули Мартин                                                                 | 12. јун 2011.        | 10005     | 3.59                    |
| 194          | 7            | "Икар"                               | Френк Принзи    | Џули Мартин                                                                 | 19. јун 2011.        | 10007     | 3.27                    |
| 195          | 8            | "Дечаку са плавим плетеним качкетом" | Џин де Сегонзек | Џули Мартин и Крис Бранкато                                                 | 26. јун 2011.        | 10008     | 3.75                    |